# علي الخميس
علي الخميس (1976 -)، نائب في تكميلية مجلس الأمة الكويتي 2013.

## نبذة مختصرة
حاصل على درجة الليسانس في الحقوق من جامعة القاهرة ويعمل محاميا، ويحمل عضوية جمعية المحامين الكويتية، وشغل الخميس منصب رئيس مجلس إدارة جمعية اليرموك التعاونية عام 2010 ، وكان قد شغل عضوية مجلس إدارة الجمعية عامي 2008 و2009 ، كما كان نائبا لرئيس اتحاد طلبة الكويت فرع القاهرة عام 2001 بالإضافة إلى عضويته في عدد من مجالس إدارات شركات القطاع الخاص ونجح بالانتخابات التكميلية لمجلس الامة الكويتي 2013.

## مواضيع متعلقة
- الدوائر الانتخابية في الكويت.
- انتخابات مجلس الأمة الكويتي 2013.